# Država Tevtonskega reda
Država Tevtonskega reda (nemško Staat des Deutschen Ordens, latinsko Civitas Ordinis Theutonici, litovsko Vokiečių ordino valstybė, poljsko  Państwo zakonu krzyżackiego) je bila srednjeveška križarska država na južni obali Baltskega morja. Ustanovili so jo vitezi Tevtonskega reda med severnimi križarskimi vojnami v 13. stoletju na ozemlju Prusije. Po združitvi Livonskih bratov meča s Tevtonskim redom Prusije leta 1237 je del tevtonske države postala tudi livonska  Terra Mariana. Tevtonska država je v svojem največjem ozemeljskem obsegu v začetku 15. stoletja obsegala deželo Helmno, Kurlandijo, Gotland, Livonijo, Neumark, Pomerelijo (Gdansko Pomorjansko), Prusijo in Samogitijo, ozemlja, ki se danes nahajajo v Estoniji, Latviji, Litvi, Nemčiji, Poljski, Rusiji in Švedski.
Po bitkah pri Grunwaldu leta 1410 in Wilkomierzu leta 1435 je država nazadovala. Po izgubi obsežnega ozemlja z vsiljenim Drugim torunjskim mirom leta 1466 je obstoječe ozemlje njene pruske veje postalo znano kot Meniška Prusija (poljsko Prusy konne) ali Tevtonska Prusija (poljsko Prusy Krzyżackie) in obstajalo do leta 1525 kot del in fevd Kraljevine Poljske. Livonska veja se je pridružila Livonski konfederaciji in kot njen del obstajala do leta 1561.

## Pregled
Država, ustanovljena v 13. stoletju v Prusiji in poljski mazovski deželi Helmno, se je razširila predvsem med pruskimi križarskimi vojnami proti poganskim baltskim Prusom v 13. stoletju in vdori v sosednji krščanski državi Poljsko in Litvo v 14. stoletju. Osvajanjem je sledila nemška in poljska kolonizacija. Z vključitvijo Livonskih bratov meča kot avtonomne veje Tevtonskega reda (Livonski red) leta 1237 je del meniške države postala tudi livonska Terra Mariana. Leta 1346 je danski kralj za 19.000 kölnskih mark prodal Tevtonskemu redu Estonsko vojvodino. Prenos suverenosti z Danske na Tevtonski red se je zgodil 1. novembra 1346. Na prelomu iz 14. v 15. stoletje je Tevtonski red začasno pridobil Gotland in Neumark, ki ju je v naslednjih desetletjih prodal.
Tevtonska država je skozi svojo zgodovino vodila številne vojne s Poljsko in Litvo, s čimer je obe državi spodbudila k oblikovanju tesnega zavezništva in personalne unije, kar je na koncu v 16. stoletju pripeljalo do ustanovitve poljsko-litovske skupne države Republike obeh narodov. Po porazu vitezov v bitki pri Grunwaldu leta 1410 je Tevtonski red propadel in pokrajina Samogitija je bila vrnjena Litvi. Pruska veja Tevtonskega reda je po sklenitvi Drugega torunjskega miru leta 1466 vrnila Pomerelijo (prej poljski pokrajini Helmno in Gdansko Pomorjansko) in Poljski prepustila zahodni del Prusije (Varmija in deli Pomezanije in Pogezanije).
Ozemlja, odstopljena Kraljevini Poljski, so tvorila poljsko provinco Kraljeva Prusija, medtem ko je vzhodni del ostal pod oblastjo Tevtonskega reda in postal znan kot Monaška Prusija (poljsko Prusy konne) ali Tevtonska Prusija (poljsko Prusy Krzyżackie). Tevtonska Prusija je bila kot fevd sestavni del Kraljevine Poljske.  Monaška država glavne (pruske) veje reda je bila sekularizirana leta 1525 med protestantsko reformacijo in postala Vojvodina Prusija, ki ji je vladala hiša Hohenzollern, vendar je ostala fevd poljske krone in kasneje poljsko-litovske skupne države.
Livonska veja se je nadaljevala kot del Livonske konfederacije, ustanovljene v letih 1422–1435. Leta 1559  je postala protektorat Velike litovske kneževine in se leta 1561 dokončno sekularizirala ter razdelila na vojvodino Kurlandijo in Semigalijo ter vojvodino Livonijo. Vojvodini sta bili fevda Velike litovske kneževine.

## Ozadje

### Poljaki v Stari Prusiji
Stari Prusi so odbili številne osvajalske poskuse tevtonskih vitezov. Boleslav I. Poljski je začel niz neuspešnih osvajanj, ko je leta 997 tja poslal Adalberta Praškega. Leta 1147 je Boleslav IV. Poljski s pomočjo Kijevske Rusije napadel Prusijo, a je ni mogel osvojiti. Sledili so številni novi poskusi, ki so se pod vojvodo Konradom I. Mazovskim sprevrgli v velike bitke in križarske vojne v letih 1209, 1219, 1220 in 1222.
Zahodnobaltski Prusi so uspešno odbili večino pohodov in se uspeli maščevati Konradu, vendar so skupaj z Jatvingi izgubili južni del svojega ozemlja. Dežela Jatvinganov se je nahajala na območju današnjega poljskega Podlaškega vojvodstva. Prusi so skušali pregnati poljske ali mazovske sile iz Jatvingije, ki je bila samo delno osvojena, vendar opustošena in skoraj popolnoma izumrla.

### Papeški edikti
Konrad Mazovski je leta 1208 pozval na križarsko vojno proti starim Prusom, a ni bila uspešna. Konrad je po nasvetu prvega pruskega škofa Kristijana ustanovil Dobrinski red, majhno skupino 15 vitezov. Red je bil kmalu poražen in Konrad je v odgovor na poraz pozval papeža na novo križarsko vojno in pomoč Tevtonskega viteškega reda. Papež je za križarske vojne proti Starim Prusom objavil več ediktov. Križarske vojne, v katerih so sodelovali številni evropski vitezi, so trajale šestdeset let.
Leta 1211 je ogrski kralj Andrej II. del tevtonskih vitezov poklical v Burzenlandijo v Transilvaniji, da bi branili Ogrsko preh Kumani. Leta 1225 jih je zaradi pritožb lokalnega plemstva izgnal, da so se preseliti ob Baltsko morje.
Na začetku leta 1224 je cesar Friderik II. v Kataniji razglasil, da so Livonija, Prusija s Sambijo in številne sosednje province pod njegovo neposredno oblastjo. Ta odlok je province podredil neposredno Rimskokatoliški cerkvi in cesarju Svetega rimskega cesarstva, namesto da bi bile pod jurisdikcijo lokalnih vladarjev.
Konec leta 1224 je papež Honorij III. vsemu krščanskemu svetu naznanil, da je modenskega škofa Viljema imenoval za papeškega legata za Livonijo, Prusijo in druge države.
Na podlagi Zlate bule iz Riminija leta 1226 in Zlate bule iz Rietija leta 1234 je Prusija prišla v posest Tevtonskega reda. Vitezi so leta 1230 začeli prusko križarsko vojno. Pod njihovim vodstvom so bili izkrčeni gozdovi in močvirja izsušena v obdelovalno zemljo. Ustanovljena so bila številna mesta in vasi, vključno z Marienburgom (Malbork) in Königsbergom (Kaliningrad).

### Pruska mesta
Mesta, ki jih je ustanovil Tevtonski red, so se razlikovala od mest med Labo in Odro po tem, da so imela veliko bolj pravilen pravokoten razpored ulic, kar kaže na njihovo načrtno gradnjo. Mesta so bila močno utrjena in imela vojaške posadke pod poveljstvom vitezov. Večina mest je bila naseljena pretežno s priseljenci iz Srednje Nemčije in Šlezije, od koder so prihajali številni vitezi reda.
Mesta so običajno dobila magdeburškega mestne pravice, z izjemo Elbinga (Elbląg), ki je bil ustanovljen s podporo Lübečanov in je dobil lübeške mestne pravice. Lübečani so s svojimi ladjami redu zagotavljali pomembno logistično podporo, sicer pa so bili, z izjemo Elbinga, precej nevpleteni v ustanovitev meniške države.

## Zgodovina

### 13. stoletje
Leta 1234 je Tevtonski red asimiliral preostale člane Dobrinskega reda in leta 1237 red Livonskih bratov meča. Z asimilacijo livonskih bratov se je povečalo ozemlje Tevtonskega reda za ozemlji sedanje Latvije in Estonije.
Leta 1243 je papeški legat Viljem iz Modene razdelil Prusijo na štiri škofije: Culm (Helmno), Pomezanija, Ermland (Varmija) in Samland (Sambija). Škofije so postale sufragani riške nadškofije z matičnim mestom Visby na Gotlandu. Vsaka škofija je bila fiskalno in upravno razdeljena na tretjino, rezervirano za vzdrževanje kapiteljskih kanonikov, in dve tretjini, kjer je red pobiral dajatve. Stolni kapiteljski kanoniki v Culmu, Pomezaniji in Samlandu so bili od 1280. let člani Tevtonskega reda, kar je zagotovilo močan vpliv reda na delovanje škofij. Neodvisnost je ohranil samo varmijski škofijski kapitelj, kar mu je omogočilo vzpostavitev avtonomne vladavine v kapiteljski tretjini varmijskega škofijskega ozemlja (varmijska knezoškofija).

### 14. stoletje

#### Gdansk (Danzig)  in Hansa
V začetku 14. stoletja se je sosednja Pomorjanska vojvodina zapletla v vojno med Poljsko in mejno grofijo Brandenburg. Poljski kralj Vladislav I. je na pomoč poklical tevtonske viteze, vitezi pa so namesto tega začeli osvajati poljsko ozemlje. Novembra 1308 zavzeli poljsko pristaniško mesto Gdansk, čemur je sledil pokol meščanov. Po srednjeveških virih je bilo ubitih do 10.000 ljudi, vendar je natančno število žrtev predmet razprav. 
Septembra 1309 je brandenburško-stendalski mejni grof Waldemar za 10.000 mark prodal svojo pravico do ozemlja Tevtonskemu redu. Prodaja je pomenila začetek niza konfliktov med Poljsko in tevtonskimi vitezi. 
Red je spodbujal ustanavljanje pruskih mest s podeljevanjem okoliškega ozemlja in privilegijev in ustanavljanjem sodišč, a jim je hkrati dovolil manj zunanje neodvisnosti kot so je imela svobodna cesarska mesta v Svetem rimskem cesarstvu.
Člani Hanzeatske lige so imeli trgovce iz pruskih mest za sebi podobne, a so samo velikega mojstra reda sprejeli za ozemeljskega vladarja, ki je predstavljal Prusijo na hanzeatskih zborih. Pruski trgovci in trgovci iz Ditmarsha so bili edini upravičenci do navideznega članstva v Hansi, vendar jim je do popolne avtonomije manjkalo državljansko ozadje. Za polnopravne člane Hanse so veljali samo trgovci iz šestih pruskih hanzeatskih mest Braunsberg (Braniewo), Culm (Helmno), Danzig (Gdansk), Elbing, Königsberg in Thorn (Torunj). Trgovci iz drugih pruskih mest so imeli nižji status.
Priključitev Gdanska in okolice k posestim Tevtonskega reda sta dosledno izpodbijala poljska kralja Vladislav I. in Kazimir III. Veliki, kar je privedlo do poljsko-tevtonske vojne (1326–1332) in na koncu do pritožb papeškemu sodišča v letih 1320 in 1333. Sodišče je razsodilo v korist Poljske, vendar so tevtonski vitezi sklepe ignorirali in ostali na okupiranih ozemljih. Vitezi so celo širili svoje ozemlje na račun Poljske in za kratek čas zasedli Kujavijo in deželo Dobrzyń. Leta 1343 je bil v Kališu sklenjen mir. Kujavija in Dobrzyńska dežela sta bili vrnjeni Poljski. Tevtonski red se je strinjal, da Poljska vlada v Pomereliji kot svojem fevdu. Poljski kralji so s tem obdržali pravico do naslova vojvoda Pomorjanskega, vendar se je naslov nanašal samo na Pomerelijo. 

#### Druga dansko-hanzeatska vojna
V sporu med Hanso in Dansko zaradi trgovanja na Baltiku je danski kralj Valdemar IV. Atterdag leta 1361 odkupil hanzeatsko mesto Visby. Člani Hanse so bili neodločni ali naj se združijo proti njemu ali ne. Ko je Valdemar IV. nato zajel pruske trgovske ladje v Øresundu na poti v Anglijo, je veliki mojster Winrich von Kniprode odpotoval v Lübeck, da bi predlagal vojno zavezništvo proti Danski. Predlog so z nekaj nenaklonjenosti sprejela le pomembna hanzeatska mesta, ki so sestavljala vendsko-saško tretjino Hanse.
Ker je Valdemar IV napadel tudi ladje nizozemskega mesta Kampen in drugih mest v Zuiderzeeju, so se Prusija in nizozemska mesta, med njimi Kampen, Elburg in Harderwijk, povezala proti Danski. Posledica tega je bila, da je Hansa leta 1367 v Kölnu sklicala skupščino in nanjo povabila predstavnike omenjenih nizozemskih mest ter Amsterdama in Brielleja. Rezultat je bila ustanovitev Kölnske zveze kot vojnega zavezništva za boj proti danski grožnji. Zvezi se je pridružilo več mest od spodnjega Porenja na zahodu do Livonije na vzhodu.
Od glavnih akterjev sta samo Bremen in Hamburg zavrnila pošiljanje svojih sil, vendar sta zvezo finančnopodprla. Na vzhodu so se razen Prusije zvezi priključili Henrik II. Schauenburški in Holstein-Rendsburški, Albert II. Mecklenburšli in njegov sin Albert Švedski. Dansko so napadali na kopnem in na morju in jo prisilili k sklenitvi Stralsundskega miru leta 1370. Več danskih gradov in trdnjav so za petnajst let zavzele sile Hanse, da bi zagotovile izvrševanje mirovnih pogojev.

#### Angleški trgovski pustolovci
Vdori Tevtonskega reda iz Livonije v Pskov leta 1367 so povzročili, da so se Rusi obrnili na hanzeatske trgovce v Novgorodu, zaradi česar je red ponovno blokiral izvoz soli in slanikov v Rusijo.  Odnosi so se do leta 1371 umirili, tako da se je trgovanje obnovilo, potem pa so se do leta 1388 ponovno zaostrili.
Med litovsko križarsko vojno leta 1369/1370, ki se je končala s tevtonsko zmago v bitki pri Rudauu, je Prusija uživala precejšnjo podporo angleških vitezov. Red je pozdravil angleške trgovske pustolovce, ki so začeli križariti po Baltiku in tekmovati z nizozemskimi, saškimi in vendskimi hanzeatskimi trgovci, in jim dovolil odpreti izpostave v Danzigu in Elbingu. Njegovo ravnanje je povzročilo konflikt s preostalo Hanso, ki je bila v hudem sporu z angleškim kraljem Rihardom II. zaradi višjih dajatev. Trgovci so se trudili doseči zadovoljiv kompromis.
Nezadovoljna mornarica Riharda II. je maja 1385 v Zwinu nenadoma napadla šest pruskih ladij. Veliki mojster Konrad Zöllner von Rothenstein je takoj prekinil vse trgovanje z Anglijo.  Ko je tisto leto Hansa v skladu s Stralsundskim sporazumom izpraznila vse svoje danske gradove, se je Prusija zavzela za obnovitev Kölnske zveze zaradi globoke zaskrbljenosti zaradi prihajajočega konflikta z Anglijo, vendar ji to ni uspelo. Mesta so se raje pogajala in izvajala povračilne ukrepe, kot je bila zaplemba angleškega blaga.
Ko je leta 1388 Rihard II. končno ponovno potrdil hanzeatske trgovske privilegije, je Prusija trgovcem pustolovcem znova dovolila, da se vrnejo. Dovoljenje je leta 1398 preklical veliki mojster Konrad von Jungingen.
V spopadu z burgundskim vojvodom Filipom Drznim zaradi hanzeatskih privilegijev v flamskih mestih se je položaji hanzeatskih mest in Prusije spet spremenil. Večina članov Hanse se je na hanzeatskem zboru 1. maja 1388 odločila za embargo proti flamskim mestom. Prusija se je zavzemala za pogajanja, vendar ni uspela.

#### Trgovanje
Redovni Großschäffer (dobesedno veliki pastir) je bile eden od vodilnih funkcionarjev reda. Bil je »pooblaščeni vodja prodaje in nabave«, zadolžen za obsežno trgovanje, uvoz, izvoz, kreditiranje, naložbe v nepremičnine itd., ki jih je Red izvajal preko svoje mreže predstavnikov in agencij po večjem delu srednje, zahodne in južne Evrope ter Svete dežele. Drugi Großschäffer v Marienburgu je imel monopol nad izvozom žita. Pri uvozu ni bil nobeden od njiju vezan na nobeno blago. Od Königsberga, ki je imel monopol za izvoz jantarja, je uspel dobiti izjemno dovoljenje za nadaljnji izvoza jantarja v Flandrijo v zameno za uvoz tekstila. Ob prepovedi trgovanja s Flandrijo je Hansa pozvala Prusijo in Livonijo, naj prekineta menjavo tudi z Novgorodom. Z obema blokadama niti rusko niti flamsko blago nista mogli priti do svojih končnih kupcev. Leta 1392 je takratni veliki mojster Konrad von Wallenrode  podprl Flamce pri doseganju sprejemljivega sporazuma s Hanso o obnovi dvostranske trgovine. Istočasno je hanzeatska delegacija pod vodstvom Johanna Nieburja tistega leta znova odprla trgovino z Novgorodom po ponovni potrditvi prejšnjih medsebojnih privilegijev.
Od poznih 1380. let je hudo piratstvo privatirjev, ki sta ga spodbujala Albert Švedski in Mecklenburg, in je bilo usmerjeno proti Margareti I. Danski, blokiralo pomorsko plovbo do zalog slanikov v Skaniji, zato so se cene rib v Prusiji potrojile.  Saška hanzeatska mesta so pozvala Prusijo, naj posreduje, vender je Konrada von Jungingena bolj skrbela danska zmaga. Šele potem, ko so mesta pod vodstvom lübeškega meščana Hinricha Westhofa leta 1395 sklenila Skanörski sporazum, se je pokazal Albertov poraz. Prusija je končno iz Danziga poslala svojo floto pod vodstvom mestnega svetnika Danziga Konrada Letzkaua. Do leta 1400 je združena tevtonsko-hanzeatska flota temeljito očistila Baltsko morje piratov, predvsem bratov Victual, in leta 1398 celo zavzela otok Gotland.
| žafran         | 7040  | ogrsko železo   | 21   |
| ingver         | 1040  | travejska sol   | 12,5 |
| poper          | 640   | slanik          | 12   |
| vosek          | 237,5 | flandrijska sol | 8    |
| francosko vino | 109,5 | wismarsko pivo  | 7,5  |
| riž            | 80    | moka            | 7,5  |
| jeklo          | 75    | pšenica         | 7    |
| rensko vino    | 66    | rž              | 5,75 |
| olje           | 60    | ječmen          | 4,2  |
| med            | 35    | barvilna silina | 4,75 |
| maslo          | 30    |                 |      |

### 15. stoletje

#### Konrad von Jungingen
V začetku 15. stoletja je bila država Tevtonskega reda pod Konradom von Jungingenom  na vrhuncu moči. Tevtonska mornarica je iz oporišč v Prusiji in na Gotlandu vladala Baltskemu morju, pruska mesta pa so zagotavljala davek, zadosten za vzdrževanje znatne stalne vojske, sestavljene iz samih tevtonskih vitezov, njihovega spremstva, pruskih kmečkih nabornikov in nemških plačancev.
Leta 1402 je luksemburška dinastija, ki je vladala v mejni grofiji Brandenburg, v Krakovu sklenila sporazum s Poljsko, po katerem naj bi Poljska kupila in v svoje kraljestvo ponovno vključila regijo Nova Marka (Neumark). Kasneje istega leta so Luksemburžani kljub predhodnim dogovorom s Poljsko regijo zastavili Tevtonskemu redu. Red jo je obdržal, dokler je ni Brandenburg odkupil leta 1454 oziroma 1455 s sporazumoma iz Cöllna in Meweja. Redovna posest tega ozemlja je okrepila vezi med redom in njihovimi posvetnimi kolegi v severni Nemčiji in hkrati zaostrila že tako sovražen odnos med redom in poljsko-litovsko Republiko obeh narodov.
Marca 1407 je Konrad umrl zaradi zapletov, ki so jih povzročili žolčni kamni. Nasledil ga je njegov njegov mlajši brat Ulrich von Jungingen. Pod Ulrikom je tevtonska država padla s svoje tvegane višine in se zapletla v notranje politične spore, skoraj neprekinjeno vojno s poljsko-litovsko zvezo in hromeče vojne dolgove.

#### Izgube v korist Poljske in poljska suverenost
Leta 1408 je Conrad Letzkau kot diplomat danske kraljice Margarete I. poskrbel, da je red prodal Gotland Danski. Leta 1409 je Tevtonski red ponovno napadel poljsko Dobrzyńsko deželo in izbruhnila je poljsko-litovsko-tevtonska vojna, v kateri je Tevtonski viteški red podpirala Pomorjanska vojvodina, poljsko-litovsko zavezništvo pa Rusini, tatarski in moldavski zavezniki in pomožne enote. Poljska in Litva sta v odločilni bitki pri Grunwaldu (Tannenberg) zmagali, kar je zaznamovalo začetek zatona Države Tevtonskega reda in vzpon poljsko-litovske zveze kot glavne sile v srednji in vzhodni Evropi.
Red je zadožil Heinricha von Plauena, da brani Vzhodno Pomorjansko  (Pomerelija), ki je bila v lasti Tevtoncev, on pa je hitro ukrepal in okrepil obrambo Marienburga. Heinrich von Plauen je bil izvoljen za namestnika velikega mojstra in vodil tevtonske viteze med obleganje Marienburga leta 1410. Von Plauen je bil po smrti Ulricha von Jungingena povišan v velikega mojstra in leta 1411 sklenil Prvi Torunjski mirovni sporazum s poljskim kraljem Vladislavom II.
Naslednja večja poljsko-tevtonska vojna je potekala v letih 1431–1435, potem ko so tevtonski vitezi ponovno vdrli na Poljsko. Končala se je z Brestkujavskim mirom, ugodnim za Poljsko.
Marca 1440 so plemstvo, predvsem iz dežele Helmno, in hanzeatska mesta Danzig, Elbing, Kneiphof, Thorn in druga pruska mesta ustanovila Prusko zvezo, da bi se osvobodila nadvlade Tevtonskega viteškega reda. Zaradi velikih izgub in stroškov po vojni proti Poljski in Litvi je Tevtonski red pobiral visoke davke, mestom pa ni dovolil imeti ustreznega zastopstva v vladi.
Februarja 1454 je Pruska zveza zaprosila poljskega kralja Kazimirja IV., naj podpre njihov upor in regijo vključi v Kraljevino Poljsko. Kralj Kazimir IV. se je s tem strinjal in 6. marca 1454 v Krakovu podpisal akt o pridružitvi.  Izbruhnila je trinajstletna vojna, najdaljša od poljsko-tevtonskih vojn, znana tudi kot vojna mest. Več mest v regiji je leta 1454 obljubilo zvestobo poljskemu kralju.
Vojna se je končala s sklenitvijo Drugega torunjskega miru oktobra 1466. Sporazum je določil, da Tevtonski red prepusti svoje pravice nad zahodno polovico svojega ozemlja Kraljevini Poljski. Ozemlje je postalo poljska provinca Kraljeva Prusija. Preostali del tevtonske države je postal fevd in protektorat Poljske, ki je velja za del »ene in nedeljive Kraljevine Poljske«.
V skladu z določbami mirovnega sporazuma je bil odslej vsak veliki mojster reda dolžan priseči zvestobo vladajočemu poljskemu kralju v šestih mesecih po prevzemu položaja. Vse morebitne nove ozemeljske pridobitve Tevtonskega reda, tudi izven Prusije, bi postale del Poljske.  Veliki mojster Tevtonskega reda je postal vojvoda in svetovalec poljskega kralja in Kraljevine Poljske.

#### Nastajanje novega plemstva
Vitezi Tevtonskega reda so v svoji državi tvorili maloštevilčen vladajoč razred. Vojaki so bili v veliki meri plačanci, večinoma nemški iz Svetega rimskega cesarstva, ki so jim v zameno za služenje podelili zemljišča. S tem je postopoma nastal nov sloj zemljiškega plemstva. Zaradi več dejavnikov, med katerimi je bila najpomembnejša veliko število zgodnjih smrti v bitkah, so se posesti sčasoma skoncentrirale v rokah razmeroma majhnega števila plemičev z velikimi posestmi. To plemstvo se je razvilo v tisto, kar je bilo kasneje znano kot prusko junkersko plemstvo.

### 16. stoletje in kasneje

#### Transformacija v Vojvodsko Prusijo
Med reformacijo so se po vsej regiji dogajali endemični verski pretresi in vojne. Ena od posledic poljsko-tevtonske vojne (1519–1521) je bil dogovor leta 1525, s katerim sta se poljski kralj Sigismund I. Stari in njegov nečak Albert Brandenburško-Ansbaški, zadnji veliki mojster Tevtonskega viteškega reda, dogovorila, da bo slednji odstoplil s svojega položaja, prestopil v luteransko vero in prevzel naziv vojvoda Prusije. Prusija se je preimenovala v Vojvodsko Prusijo (nemško Herzogliches Preußen, Preußen HerzoglichenTeils, poljsko Prusy Książęce) in ostala poljski fevd.
V dogovoru, pri katerem je delno posredoval Martin Luther, se je rimskokatoliška tevtonska Prusija preoblikovala v prvo protestantsko državo Vojvodino Prusijo. Sigismundovo soglasje je bilo vezano na Albertovo podreditev Poljski, kar je postalo znano kot pruski poklon. 10. decembra 1525 so pruski stanovi na svojem zasedanju v Königsbergu z odločitvijo o cerkvenem redu ustanovili Luteransko cerkev v Vojvodski Prusiji.
Sveto rimsko cesarstvo pod vodstvom Habsburžanov je še naprej zahtevalo Prusijo in imenovalo velike mojstre Tevtonskega reda, ki so bili dejansko le titularni upravitelji Prusije, vendar jim je uspelo obdržati veliko tevtonskih posesti izven Prusije.

## Arheologija
Arheološke raziskave in izkopavanja na ozemlju tevtonske države so se začela po drugi svetovni vojni. Raziskovale so se zlasti zgradbe, zgrajene ali razširjene v 14. stoletju. Utrdbe iz opeke, lesa in zemlje so na splošno najbolje ohranjena materialna zapuščina reda na Baltiku. Najzgodnejši gradovi so bile preproste stavbe, naslonjene na utrjeno ograjo. Tipični samostani so bili štirikotne zgradbe iz rdeče opeke. Enokrilni gradovi so se gradili ob lesenih stolpih. Kasnejši gradovi so bili povezan sklop skupnih prostorov, kot so spalnica, refektorij, kuhinja, kapitelj, kapela ali cerkev, ambulanta in stolp, ki je štrlel nad jarkom.

### Marienburška trdnjava
Marienburg so začeli graditi v tretji četrtini 13. stoletja in ga dograjevali do sredine 15. stoletja. Ob gradu se je razvilo naselje s površino 25 hektarjev. Naselju so leta 1286 podelili mestne pravice. Grad je bil največji, ki so ga kdaj zgradili tevtonski vitezi. Po letu 1997 je bil izkopan zunanji obor iz sredine 1350. let. V Marienburgu se je ohranil približno osem metrov visok večbarvni Marijin kip iz umetnega kamna, prvotno okrašen z mozaičnimi ploščicami. Sveta Marija je bila najpomembnejša zaščitnica vitezov in osrednja oseba v liturgiji Tevtonskega reda.

## Denar
Denar se je koval od poznih 1250. let. Kovanci so bili preprosti, z vtisnjenim križem reda na eni strani.